# Daniil Mordovtsev
Daniil Lukich Mordovtsev (né le 19 décembre 1830 à Danilovka, Oblast du Don, Empire russe – mort le 23 juin 1905 à Kislovodsk, Empire russe) est un écrivain et historien russe.

## Biographie
Mordovtsev est né à Danilovka, dans l'oblast de Volgograd, en Russie. Son père est un cosaque du Don et un gestionnaire de domaine. Mordovtsev a passé son enfance dans la région du Don, où il a étudié à l'école. Il est diplômé de la faculté d'histoire et de philologie de l'Université de Saint-Pétersbourg en 1854.
Mordovtsev fait ses débuts littéraires au milieu des années 1850. Sa première œuvre est le poème Les Cosaques et la mer (1854, publié en 1859). Il commence à écrire ses premiers romans en russe dans les années 1860. Sa nouvelle Le Nouveau Peuple Russe (1868) traite des Narodniks et de leur cause, ainsi que de la position des intellectuels raznochintsy, tout comme le roman Signes des Temps (1869), bien que Mordovets ne partage pas la cause des Narodniks. Ses romans historiques ont été largement lus (Le Faux Dmitry, 1879 ; Le Tsar Pierre et la régente Sophie, 1885 ; Le Tsar et l'hetman, 1880 ; Seigneur Novgorod le Grand, 1882 ; Pour les péchés de qui ?, 1890). Ces romans démontrent les tendances démocratiques de Mordovets. Il a servi pendant plus de trente ans comme fonctionnaire à Saratov et a été rédacteur en chef des Nouvelles de la province de Saratov. Il a contribué à plusieurs revues populaires, notamment Annales de la Patrie et Affaires.
Mordovets a également publié de nombreux ouvrages historiques, tels que Impostors and the Freemen of the Lower Reaches (1867), The Haidamak Uprising (1870), Political Movements of the Russian People (2 vol., 1871) et On the Eve of Freedom (1872, publié en 1889), ainsi que ses mémoires, From My Past and Experiences (1902, écrit en ukrainien), dans lesquelles il raconte ses rencontres avec Taras Shevchenko et Nikolay Chernyshevsky. Ses travaux historiques ont été accueillis favorablement dans les cercles universitaires de Saint-Pétersbourg, et il a même été considéré pour un poste à la faculté de l'Université de Saint-Pétersbourg.